# Тишкевич Регіна Йосипівна
Регіна Йосипівна Тишкевич (біл. Рэгіна Іосіфаўна Тышкевіч; 20 жовтня 1929, Мінськ, БРСР, СРСР — 17 листопада 2019) — білоруська математикиня, відома фахівчиня в галузі теорії графів, докторка фізико-математичних наук, професорка.

## Біографія
Регіна Йосипівна Тишкевич народилася 20 жовтня 1929 року в Мінську. У дитинстві вона переїхала до тітки у Вілейку (Молодечненська область, БРСР), мати ж у цей час залишилася жити і працювати в Іжевську, куди після довгих перипетій вони потрапили під час евакуації. У 1947 році закінчила середню школу у Вілейці. Після успішного складання іспитів вона поступила на фізико-математичний факультет БДУ, який закінчила в 1952 році. В цьому ж році Регіна Йосипівна поступила в аспірантуру, закінчивши яку, вона почала викладати на рідному факультеті. У 1959 році захистила кандидатську дисертацію. У 1984 році в Інституті кібернетики ім. В. М. Глушкова АН УРСР (Київ) захистила докторську дисертацію на тему «Алгебраїчні методи теорії графів» — ця докторська дисертація була першою в Радянському Союзі з теорії графів. У 1986 році їй присвоєно вчене звання професора .

## Науково-педагогічна діяльність
Регіна Йосипівна вела активну науково-дослідницьку діяльність. Вона є засновником і керівником білоруської наукової школи теорії графів, яка отримала світове визнання. Ввела єдиний новаторський курс алгебри і геометрії, який раніше не викладався в жодному з зво СРСР (замість окремих курсів алгебри та геометрії вона спільно з А. С. Феденком вперше в СРСР прочитала єдиний курс цих дисциплін). Автор і ініціатор викладання на факультеті курсу «Вступ до математики», що не входив до цього в навчальні плани університетів СРСР. Вона — один з авторів колективної праці «Лекції з теорії графів» — першого підручника з теорії графів не тільки в СРСР, а й за його межами. «Лекції з теорії графів» разом з супутнім задачником перекладено англійською мовою й видано за кордоном.
Підготувала 17 кандидатів і 1 доктора фізико-математичних наук, котрі працюють в університетах Білорусі, Великої Британії, США, Канади, В'єтнаму і Гвінеї. Окрім того, вона входила до ради з захисту кандидатських і докторських дисертацій Об'єднаного інституту проблем інформатики (ОІПІ) й Інституту математики НАН Білорусії за спеціальністю 01.01.09 «Дискретна математика і математична кібернетика», а також була членкинею Наукової ради з державної програми фундаментальних досліджень.

## Нагороди
- Почесна грамота Міністерства вищої і середньої освіти БРСР «За багаторічну плідну науково--методичну діяльність» (1979);
- Медаль «Ветеран праці» (1985);
- Почесне звання «Заслужений працівник народної освіти Республіки Білорусь» (1992);[8]
- Державна премія Республіки Білорусь (1998);
- Медаль Франциска Скорини (2009)[9]

## Публікації
Автор більше 100 наукових і науково-методичних робіт, зокрема 14 підручників і монографій, три з яких перекладено англійською й видано за кордоном.
Деякі роботи:
- L (2, 1) розфарбування і гамільтонове поповнення
- Алгебраїчна теорія декомпозиції графів: з історії, останні досягнення, перспективи
- Теорія графів. Типова навчальна програма. ТД №G-165 / тип
- Алгебра та аналітична геометрія, частина 1
- Алгебра та аналітична геометрія: в 2-х частинах, частина 2